# Kilwa (huyện)
Kilwa là một huyện thuộc vùng Lindi, Tanzania. Thủ phủ của huyện Kilwa đóng tại Kivinje Singino. Huyện Kilwa có diện tích 13920 ki lô mét vuông. Đến thời điểm điều tra dân số ngày 25 tháng 8 năm 2002, huyện Kilwa có dân số 171057 người.